# Marek Kędzierski

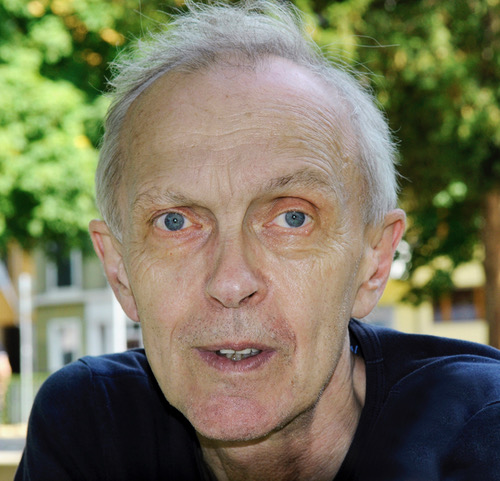
Marek Kędzierski (fot. Daria Kolacka).

Marek Kędzierski (9 września 1953 w Łodzi) – pisarz, tłumacz, krytyk literacki, reżyser teatralny, organizator międzynarodowych festiwali. Autor ośmiu książek, kilkudziesięciu przekładów literackich i ponad 150 tekstów krytycznych. Znawca, tłumacz i propagator m.in. twórczości Samuela Becketta, Thomasa Bernharda i Alberto Giacomettiego.

## Życiorys
Jest synem urzędników i wnukiem kapitana Antoniego Maksymiliana Kędzierskiego (1900-1948), jednego z pierwszych Legionistów, uczestnika Ruchu Oporu we Francji w czasie II wojny światowej. Urodził się w Łodzi, gdzie po upadku powstania warszawskiego, znaleźli schronienie przyszli rodzice, przeniósł się wraz z nimi do Warszawy w 1956 r. Studiował polonistykę i japonistykę 1968–1973 na Uniwersytecie Warszawskim. W 1978 doktoryzował się na UW i w Instytucie Badań Literackich PAN (promotor Stefan Treugutt). Z recenzentem doktoratu, prof. Janem Błońskim wydał pierwszą w Polsce książkę o irlandzkim nobliście, Samuel Beckett. W 1979 r. został adiunktem w katedrze Teorii Literatury UW. Od grudnia 1981 r. przebywa poza Polską – w USA, Niemczech i Francji. Po upadku komunizmu w 1990 r. nawiązał w Krakowie współpracę ze Starym Teatrem i był, wraz z Adamem Kwaśnym i Markiem Kalitą, jednym z założycieli Teatru Bückleina, później Teatru Atelier. W latach 1996–2017 organizował i współorganizował (we Francji, Niemczech, Polsce, Szwajcarii i Szwecji) festiwale teatralne i spotkania poświęcone głównie twórczości Becketta. Mieszka w Nicei, Paryżu i we Fryburgu Badeńskim. Jest członkiem Polskiego PEN-Clubu.

## Działalność literacko-teatralna
Z Samuelem Beckettem utrzymywał kontakt od pierwszego spotkania w 1980 r. do śmierci noblisty w 1989 r. Owocem ich spotkań były w dużej mierze teksty krytyczne, przekłady, adaptacje radiowe i sceniczne prozy Becketta autorstwa Kędzierskiego. Spotkania I współpracę z pisarzem opisuje w przygotowywanej książce Brushes, której pierwszą część wydano w Holandii w 2016r.
Po śmierci Irlandczyka Kędzierski nawiązał w Paryżu współpracę z brytyjską producentką BBC i wybitną tłumaczką Barbarą Bray. Jej rolę w twórczości Becketta udokumentowała publikacja korespondencji pisarza The Letters of Samuel Beckett (Cambridge University Press, vol 3 & 4, 2014, 2016). Nagrywane w latach 2003–2009 rozmowy Kędzierskiego z Bray przetłumaczono na język polski, niemiecki, francuski, szwedzki, słowacki, hiszpański i rumuński. Pomagał jej w pracy nad książką o Becketcie, której nie zdołała ukończyć (zmarła w 2010). O tej współpracy Kędzierski opowiedział w zrealizowanym z paryskim fotografikiem Piotrem Dżumałą filmowym dokumencie Rue Samuel Beckett: Barbara Bray. Bray w kontekście ruchu #MeToo stała się przykładem „niewidzialnej kobiety”, żyjącej w cieniu słynnego mężczyzny, niedocenianej z powodu nieformalnego charakteru ich związku.
Kędzierski jest też propagatorem twórczości Thomasa Bernharda. Przełożył pięć jego powieści, od opublikowanego w “Literaturze na świecie” eseju jest systematycznym komentatorem twórczości austriackiego pisarza w Polsce. Zasiada w radzie wiedeńskiej Fundacji Bernharda. W 2008 r. wraz z bratem pisarza, Peterem Fabjanem, uczestniczył w spektakularnym wypadku samochodowym, który opisał w tekście prozą Aurach.
Jest autorem esejów o sztuce – m.in. Francis Bacon, Louise Bourgeois i Alberto Giacometti. Wydany w osobnym tomie jego esej Giacometti pozostaje jedyną polską publikacją książkową o tym artyście.
Związany od 1992 r. z bydgosko-toruńskim Kwartalnikiem Artystycznym, opublikował w nim ok. stu tekstów krytycznych, tłumaczeń, rozmów i opracował kilkanaście numerów tematycznych (m.in. Beckett, Bernhard, Giacometti, Bacon, Robert Pinget, Harold Pinter, autorzy Editions de Minuit, Suhrkamp Verlag).
Jego publikacje w kraju ukazywały się również m.in. w pismach Teksty, Dialog, Literatura na Świecie, Teatr, Didaskalia, Konteksty. Polska Sztuka Ludowa, Rzeczpospolita. Za granicą, od 2009 r., współpracuje z berlińskim kwartalnikiem LETTRE International – Kulturzeitschrift. Na ich łamach publikował obszerne rozmowy z takimi twórcami jak Walter Asmus, Barbara Bray, John Calder, Romeo Castellucci, Peter Fabjan, Jérôme Lindon, James Lord, Krystian Lupa, Ernst Scheidegger, Krzysztof Warlikowski. W Niemczech współpracował też z radiofonią (eseje radiowe i wywiady oraz adaptacje prozy Becketta w SWF, SWR, DeutschlandRadio).
W 2016 r. o swej działalności opowiadał w serii Zapiski ze współczesności na łamach Radia Dwójka. O swej działalności teatralno-festiwalowej wypowiadał się w wywiadzie z Feargalem Whelanem z Dublina pt Fail Better.
Organizował i współorganizował międzynarodowe festiwale teatralne: journées beckett (z Emmanuelem Jacquartem) Strasbourg 1996, Beckett in Berlin 2000 (z Walterem D. Asmusem), transpositions Kraków 2002 i 2006, Beckett in Zürich 2006 (z Thomasem Hunkelerem), better: Beckett@111 (z Raimundem Schallem) w 2017 we Fryburgu Badeńskim i Trondheim w Norwegii.
Od 1994 inscenizował na scenach w Polsce, w Niemczech, we Francji, w Szwecji i w USA teksty takich autorów jak S. Beckett, T. Bernhard, R. Pinget, W. Gombrowicz, J.L. Borges.

## Główne publikacje

### Książki
- Samuel Beckett (współautor Jan Błoński) Czytelnik Warszawa1983, ISBN 83-07-00687-2[4]
- Samuel Beckett, Wiedza Powszechna Warszawa 1990, ISBN 83-214-0722-6.
- lucid intervals blind summits (powieść) University Editions, Huntington, USA 1994, ISBN 9781560021650.
- bezludzie (powieść) Oficyna Literacka Kraków 1994, ISBN 8371240163.
- modliszka (powieść) Oficyna Literacka, Kraków 1995, ISBN 837124018X.
- bez miary (powieść) Oficyna Literacka, Kraków 1997, ISBN 978-83-7124-072-0.
- Alberto Giacometti i jego „rzeczywistość”, Kwartalnik Artystyczny 88 – dodatek, Bydgoszcz Toruń 2013, ISSN 1232-2105.
- Pułapka Becketta (współautor Krzysztof Myszkowski), Biblioteka „Kwartalnika Artystycznego”, Dom Wydawniczy Margrafsen, Bydgoszcz 2020, ISBN – 978-83-65533-89-0[9].

### Przekłady książkowe
- Samuel Beckett Watt, Pomorze Bydgoszcz 1993, ISBN 83-7003-503-5.
- Samuel Beckett Malone umiera, Oficyna Literacka Kraków 1997, ISBN 8371240627.
- Thomas Bernhard Bratanek Wittgensteina Oficyna Literacka Kraków 1997, ISBN 83-7124-061-9.
- Thomas Bernhard Przegrany Czytelnik Warszawa 2002, ISBN 83-07-02893-0.
- Thomas Bernhard Dawni mistrzowie Czytelnik Warszawa 2005
- Thomas Bernhard Moje Nagrody Czytelnik Warszawa 2009, ISBN 978-83-07-03234-4.
- Jana Benová Café Hiena Wyd. Nisza, Warszawa 2015, ISBN 978-83-62795-36-9.
- Thomas Bernhard Bratanek Wittgensteina 2 popr wyd Czytelnik Warszawa 2019, ISBN 978-83-07-03450-8.
- Thomas Bernhard Przegrany 2 popr. wyd. Czytelnik Warszawa 2019, ISBN 978-83-07-03460-7.

Przekłady rozproszone
Na łamach czasopism przetłumaczył teksty autorów: Beckett, Bernhard, Giacometti, Michel Leiris, Bacon, Robert Pinget, Harold Pinter. Przełożył też wszystkie inscenizowane przez siebie dramaty Becketta.

## Inscenizacje teatralne, z nazwiskami wykonawców

### Teatr Bückleina Kraków
- Samuel Beckett Watt 1994 (Marek Kalita, Janusz Koprowski, Jacek Poniedziałek)
- Samuel Beckett Końcówka 1995 (M. Kalita, J.Koprowski, Piotr Skiba, Ewa Sąsiadek)
- Samuel Beckett Komedia 1997 (E. Sąsiadek, M. Kalita, Małgorzata Gałkowska)
- Samuel Beckett Nie ja 1997 (Małgorzata Hajewska-Krzysztofik)

### Teatr Atelier Kraków
- Marek Kędzierski Półprawdy 1-2 1998 (Ewa Kaim, M. Kalita)
- Robert Pinget Inkwizytorium 1999 (Andrzej Hudziak)
- Thomas Bernhard Contra Heidegger 1999 (M. Kalita)
- Samuel Beckett Taśma Krappa 2002 (M. Kalita)
- Robert Pinget Hipoteza 2003 (M. Kalita)

### Narodowy Stary Teatr Kraków
- Samuel Beckett Cudowne dni[36], 2002 (Alicja Bienicewicz, Edward Wnuk)

### Badisches Staatstheater, Karlsruhe
- Witold Gombrowicz Auf eigene Faust (Dziennik) 2005 (Juerg Hummel)

### Seven Stages, PushPush Theater, Atlanta
- Samuel Beckett Endgame (Końcówka) 2006, Tim Haberger, Justin Welborn, Marc McPherson, Dede Bloodworth, Ayesha Ngaujah, Chat Borgne Théâtre, Strasburg, Théâtre de la Coupole a St.Louis, anis GRAS, ARCUEIL (Paris), Théâtre Le Colombier, Paris Bagnolet
- Samuel Beckett Quelques mots sur le silence[37]
- Pas moi, L’innommable,Comédie (Nie ja, Komedia, Nienazywalne), Claire Aveline, Valérie Blanchon, Christian Montout, Centralny Basen Artystyczny, Opera Kameralna Warszawa (festiwal Warszawska Jesień)
- La Celda (Cela) wg J.L. Borgesa, mini-opera, kompozytor: Mesias Maiguashca, 2008. (M. Kalita)

### Helsingborgs Stadsteater, Helsingborg, Szwecja
- Thomas Bernhard I tredje person (Ja w trzeciej osobie), 2010 (Michalis Koutsogiannakis)[38], Villa Musica Mainz, Moguncja Niemcy
- Wäre ich der Steinway…, Thomas Bernhard – kompozycje wg Alwynne Pritchard (Bergen) i Kirsten Reese (Berlin) 2014. Emisja jesienią 2014 Südwestrundfunk SWR 2 (Martin Schwab, Klaus Steffes-Holländer), E-Werk Freiburg, Fryburg Badeński, Niemcy
- Samuel Beckett Nicht ich (Fabienne Truessel) oraz Non io (Silvia Costa) – Nie ja w wersji niemieckiej i włoskiej oraz Katastrophe (Katastrofa) (Tjadke Biallowons) 2017